# Slovinské Alpy

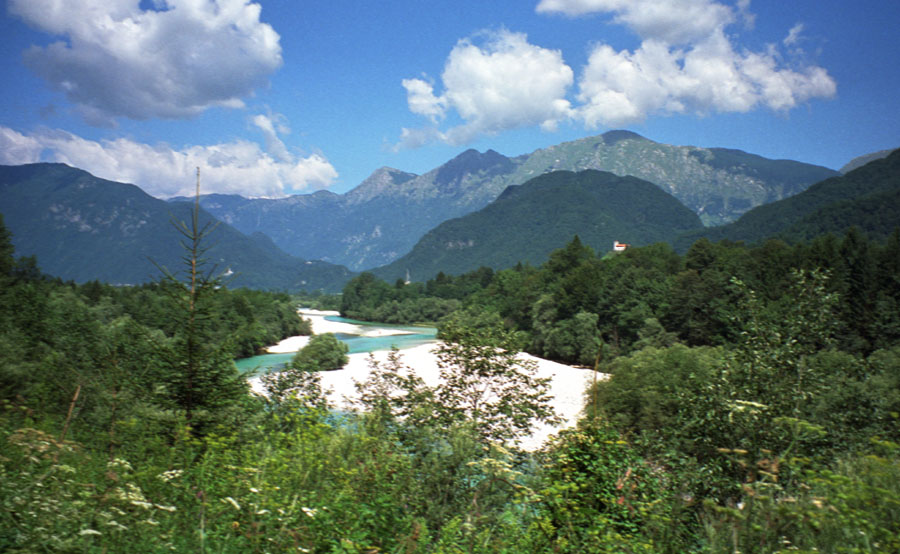
Soča u Kobaridu

Slovinské Alpy jsou nejvýznamnějším pohořím Slovinska, které na území zasahují na severu státu. Na relativně malé ploše najdeme 210 vrcholů převyšujících hranici 2 000 m, 24 z nich je vyšších 2 500 m. Nejvyšší horou Slovinských Alp je Triglav - 2 864 m, který je zároveň nejvyšším vrcholem Slovinska.

## Geologie
Geologicky se jedná o vyzdvižené kry zvrásněných triasových vápenců a břidlic na paleozolickém podkladě. Slovinské Alpy vykazují četné stopy bývalého mohutného zalednění.

## Členění
Slovinský Alpský systém se dá rozdělit do čtyř základních horských skupin - nejnižší Pohorje (Črni vrh - 1 543 m) a Kozjak (Košenjak - 1 522 m), na hranici s Rakouskem protáhlý, více než 120 km dlouhý hřeben Karavanek (Stol - 2 236 m). Dále jsou to malé ale vysoké Savinjské a Kamnické Alpy (Grintovec - 2 558 m) a nejvyšší pohoří Slovinska Julské Alpy (Triglav - 2 864 m). Na východě přechází alpský systém do Panonské pánve, na jihu začíná bez zřetelné hranice Dinárský horský systém.

## Vodopis
Největší a nejdelší slovinskou řekou je Sáva. Vzniká soutokem Sávy Bohinjky a Sávy Dolinky, vyvěrajících v Julských Alpách. Protéká napříč celým územím státu od severu na jihovýchod. Druhou významnou řekou je Soča na západě Slovinských Alp. Pramení rovněž v Julských Alpách nedaleko hory Jalovec. Soča se vyznačuje velmi čistou vodou. Slovinsko má velký počet jezer ledovcového původu, která jsou však spíše menších rozměrů. V Alpách jich nalezneme 19. Největší je Bohinjské jezero (3,5 km²) a Bledské jezero (1,5 km²).

## Podnebí a seismická činnost
Na většině Slovinského území převládá kontinentální podnebí s velkými teplotními rozdíly. (červenec 23 °C, leden -1 °C). Severní části Slovinska ovládá horské podnebí s krátkými léty a dlouhými zimami. Důležitým alpským větrem je „fén“, který zvyšuje teplotu v horách. Julské Alpy jsou nejdeštivějším pohořím v celém alpském oblouku. Nejvíce seismických otřesů je zaznamenáno v alpské oblasti (17 % ze všech seismických pohybů v zemi).

## Flora a fauna

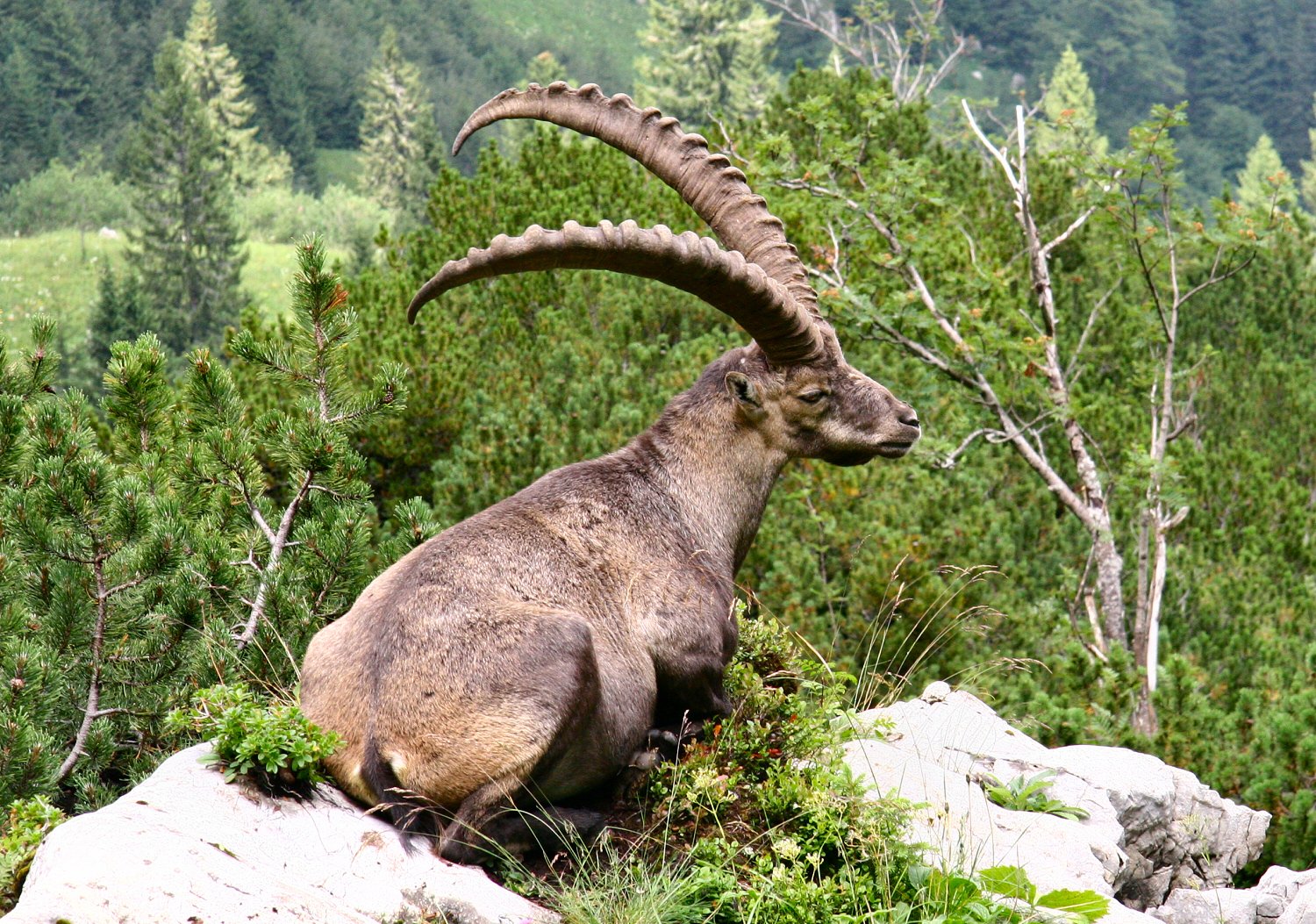
Kozorožec horský (Capra ibex ibex)

Vzhledem ke značné členitosti terénu se uplatňuje výšková pásmovitost. Nížiny v povodí Sávy a Drávy zaujímá do výše 200 m n. m. stepní pásmo. Jedná se o zemědělsky využívanou oblast. Najdeme zde však i lužní lesy typickým porostem dubu a buku. Ve výši kolem 1 000 m n. m. již převládají pouze buky, které střídají ve vyšších polohách jehličnany. Čistě jehličnaté lesy najdeme ve výši nad 1 700 m n. m. Nejbohatší oblastí s výskytem mnoha endemických druhů je Triglavský národní park (modré hořce, julský mák, zvonek Zoissův a další). Ve vyšších polohách Slovinských Alp se rozkládá alpinské a subalpinské pásmo s bohatými porosty kleče, jalovce a pěnišníků. V horách a podhorských lesích jsou hojné stavy jelení zvěře a divokých prasat. Ve skalnatých částech hor je běžný kozorožec a kamzík.

## Ochrana přírody
Na území Slovinských Alp se nalézá pouze jedno území se statusem národního parku. Je jím Triglavský národní park. Svou rozlohou patří mezi plošně největší chráněná území v Alpách. Zahrnuje prostor s výškou 180 - 2 800 m (Tolminska korita – 180 m, Triglav - 2 864 m), dvě třetiny parku jsou nad hranicí lesa. Hlavním cílem ochrany je zachování neporušené přírody velehorského celku a původní vegetace a fauny. Park byl vyhlášen v r. 1961 a to zprvu jen o rozloze 2 000 ha. 27. 5. 1981 bylo území rozšířeno na dnešních 83 807 ha (4 % území celého Slovinska). Správa národního parku je v Bledu. Status přírodní park má ve Slovinských Alpách oblast Logarska dolina.

## Historie turistiky
Planinarstvo znamená ve slovinštině vysokohorská turistika a ta zde má dlouhou a bohatou historii. V roce 1893 zde byl založen první alpský spolek a v roce 1895 začal pro všechny příznivce hor vycházet časopis Planinski vestnik. První horské chaty jsou ve slovinských Alpách stavěny od roku 1894. První chata založená Čechy, byla Češka koča na Spodnjih Ravneh. Toto stylové stavení nacházející se v Kamnicko-Savinjských Alpách pod horou Jezerska Kočna, vybudovali členové pražské sekce SPD (Slovinsko planinarsko družstvo) v čele s Bohuslavem Frantou a Karlem Chodounským. V těchto letech začaly vycházet první turističtí průvodci a mapy. Výraznou osobností mezi slovinskými horolezci byl Julius Kugy, který se zapsal do historie slovinských Alp mnohými prvovýstupy a svou láskou k tomuto kraji. V roce 1949 byla zpřístupněna první dálková trekingová trasa v Alpách - Slovenska planinarska pot, měřící až 800 km a spojující Maribor a přímořským sídlem Ankaran. V současnosti má SPD kolem 90 000 členů (zhruba každý 20. Slovinec).